# شتيفان مولر (سياسي)
شتيفان مولر هو سياسي ألماني، ولد في 3 سبتمبر 1975 في نويشتات أن در آيش في ألمانيا. نشط حزبياً في الاتحاد الاجتماعي المسيحي. في الانتخابات الفيدرالية الألمانية 2017، انتخب عضو في البوندستاغ الألماني عن دائرة Erlangen (electoral district) ‏ وقد انضم خلال البوندستاغ الألماني التاسع عشر (24 أكتوبر 2017 – ) للكتلة البرلمانية الكتلة البرلمانية لائتلاف الاتحاد الديمقراطي المسيحي / الاتحاد الاجتماعي المسيحي في البوندستاغ ‏ وانتخب عضو في البوندستاغ الألماني خلال فترته النيابية ‏ (17 أكتوبر 2002 – 18 أكتوبر 2005).

## وصلات خارجية
- الموقع الرسمي